# جمال محمد (لاعب كرة قدم)
جمال محمد (بالفرنسية: Djamal Mohamed)‏ هو لاعب كرة قدم فرنسي في مركز الوسط، ولد في 8 أكتوبر 1980 في مارسيليا في فرنسا. شارك مع منتخب جزر القمر لكرة القدم. أما مع النوادي، فقد لعب مع ES Vitrolles ‏.

## وصلات خارجية
- جمال محمد (لاعب كرة قدم) على موقع الاتحاد الدولي (مؤرشف)  (الإنجليزية)
- جمال محمد (لاعب كرة قدم) على موقع قاعدة بيانات كرة القدم.إي يو (الإنجليزية)
- جمال محمد (لاعب كرة قدم) على موقع ناشيونال فوتبول تيمز (الإنجليزية)